# Koncert 40-lecia
Koncert 40-lecia – koncertowy album zespołu Kombi Łosowski, wydany 12 czerwca 2017 nakładem wydawnictwa Agencja Artystyczna MTJ. Jest zapisem jubileuszowego koncertu, który odbył się 24 czerwca 2016 na Placu Zebrań Ludowych w Gdańsku. Wydawnictwo składa się z dwóch dysków. Pierwszy jest zapisem audio i zawiera 15 utworów (9 piosenek i 6 instrumentalnych). Drugi jest zapisem wideo – na dysku DVD znajduje się cały koncert bez bisów (18 utworów – 11 piosenek i 7 instrumentalnych) w oprawie laserów i pirotechniki.

## Lista utworów
Źródło:.

CD
1. „Bez ograniczeń energii” (muz. Sławomir Łosowski) – 4:48
2. „Wspomnienia z pleneru” (muz. Sławomir Łosowski) – 3:50
3. „Nietykalni, skamieniałe zło” (muz. Sławomir Łosowski, sł. Waldemar Tkaczyk) – 4:32
4. „Czekam wciąż” (muz. Sławomir Łosowski, sł. Waldemar Tkaczyk) – 4:39
5. „Na dobre dni” (muz. Sławomir Łosowski, sł. Marek Dutkiewicz) – 4:28
6. „Taniec w słońcu” (muz. Sławomir Łosowski) – 4:28
7. „Miłością zmieniaj świat” (muz. Sławomir Łosowski, sł. Marek Dutkiewicz) – 4:37
8. „Za ciosem cios” (muz. Sławomir Łosowski, sł. Waldemar Tkaczyk) – 5:26
9. „Przytul mnie” (muz. Sławomir Łosowski) – 4:24
10. „Kochać cię za późno” (muz. Sławomir Łosowski, sł. Waldemar Tkaczyk) – 4:41
11. „Słodkiego miłego życia” (muz. Sławomir Łosowski, sł. Marek Dutkiewicz) – 5:36
12. „Nowe narodziny” (muz. Sławomir Łosowski) – 4:49
13. „Black & white” (muz. Grzegorz Skawiński, sł. Jacek Cygan) – 4:31
14. „Nowy rozdział” (muz. Sławomir Łosowski, sł. Jacek Cygan) – 4:55
15. „Zaczarowane miasto” (muz. Sławomir Łosowski) – 8:13

DVD
1. „Bez ograniczeń energii” (muz. Sławomir Łosowski)
2. „Wspomnienia z pleneru” (muz. Sławomir Łosowski)
3. „Nietykalni, skamieniałe zło” (muz. Sławomir Łosowski, sł. Waldemar Tkaczyk)
4. „Czekam wciąż” (muz. Sławomir Łosowski, sł. Waldemar Tkaczyk)
5. „Na dobre dni” (muz. Sławomir Łosowski, sł. Marek Dutkiewicz)
6. „Taniec w słońcu” (muz. Sławomir Łosowski)
7. „Jaki jest wolności smak” (muz. Sławomir Łosowski, sł. Marek Dutkiewicz)
8. „Miłością zmieniaj świat” (muz. Sławomir Łosowski, sł. Sławomir Łosowski, Jakub Gołdyn)
9. „Tomek solo” (muz. Tomasz Łosowski)
10. „Za ciosem cios” (muz. Sławomir Łosowski, sł. Waldemar Tkaczyk)
11. „Przytul mnie” (muz. Sławomir Łosowski)
12. „Kochać cię za późno” (muz. Sławomir Łosowski, sł. Waldemar Tkaczyk)
13. „Słodkiego miłego życia” (muz. Sławomir Łosowski, sł. Marek Dutkiewicz)
14. „Nowe narodziny” (muz. Sławomir Łosowski)
15. „Black & white” (muz. Grzegorz Skawiński, sł. Jacek Cygan)
16. „Nowy rozdział” (muz. Sławomir Łosowski, sł. Jacek Cygan)
17. „Casablanca – ramadan” (muz. Sławomir Łosowski)
18. „Zaczarowane miasto” (muz. Sławomir Łosowski)

## Twórcy
- Sławomir Łosowski – lider, instrumenty klawiszowe
- Tomasz Łosowski – perkusja
- Zbigniew Fil – śpiew
- Karol Kozłowski – gitara basowa

gościnnie
- Wiktor Tatarek – gitara